# Coupe des Pays-Bas de football 1962-1963
Navigation
Édition précédente Édition suivante
La Coupe des Pays-Bas de football 1962-1963, nommée la KNVB beker, est la 45e édition de la Coupe des Pays-Bas. La finale se joue le 23 juin 1963 au Zuiderpark Stadion (en) à La Haye.
Le club vainqueur de la coupe est qualifié pour la Coupe des coupes 1963-1964.

## Finale
Le Willem II Tilburg bat l'ADO La Haye 3 à 0 et remporte son deuxième titre. Le club de Tilburg, avant dernier du championnat et relégué en deuxième division, créé la surprise en remportant le trophée.